# اوهایو ۴۳۹

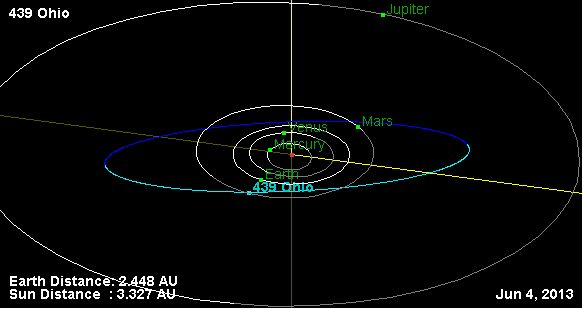
مدار سیارک اوهایو و موقعیت آن در منظومه شمسی

سیارک ۴۳۹ (به انگلیسی: 439 Ohio، نامگذاری:1898EB) چهارصد و سی و نهمین سیارک کشف شده‌است که در ۱۳ اکتبر ۱۸۹۸ کشف شد.
قدر مطلق سیارک برابر ۹٫۸۳ است.